# Sparatutto in prima persona
(Half-Life, 1998)
Lo sparatutto in prima persona o sparatutto in soggettiva (abbreviato spesso con la sigla FPS, dall'inglese first-person shooter) è un sottogenere dei videogiochi di tipo sparatutto, che in questo caso adottano una visuale in prima persona, ossia il giocatore vede sullo schermo la simulazione di ciò che vedrebbe se si trovasse veramente nei panni del proprio personaggio, con prospettiva tridimensionale. Normalmente, in un videogioco di questo genere, nella parte bassa del campo visivo è possibile vedere la propria arma. 
Genere nato nella civiltà occidentale, i suoi primordiali precursori vennero creati inizialmente in ambiti di studio universitari e militari. Il genere non è arrivato alla popolarità vera e propria fino ai primi anni 1990, con Doom, per poi evolversi in un continuo crescendo che ha visto lo sviluppo di altri titoli del genere che hanno sperimentato diverse modalità di gioco, assieme a nuove tecnologie grafiche, divenendo in quasi due decenni, uno dei generi videoludici più giocati e di più alto impatto nell'immaginario collettivo.

## Funzionamento e caratteristiche

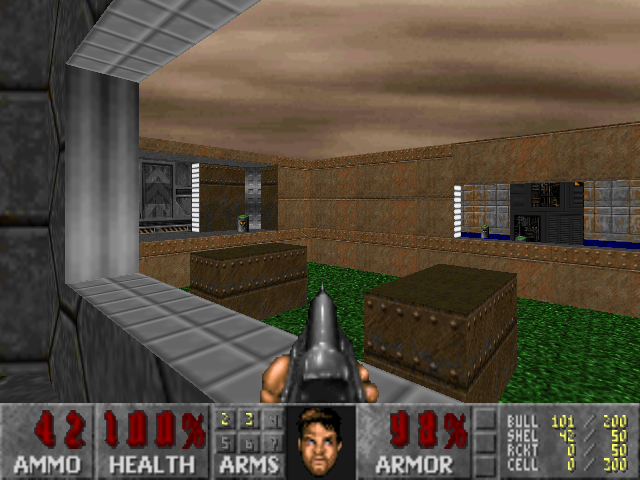
Fotogramma tratto da Freedom: il videogioco mostra la visuale in prima persona, con l'arma in basso al centro, ed un HUD che evidenzia in rosso, da sinistra verso destra, numero di munizioni, percentuale dei punti ferita, e quantità di armatura residua

Come lascia intendere il termine stesso, lo sparatutto in prima persona offre al giocatore un punto di vista che lo pone come protagonista assoluto, permettendogli di osservare con gli occhi del personaggio giocante il mondo circostante e le svariate situazioni. Tuttavia, trattandosi di un videogioco, uno sparatutto in prima persona non si limita ad imporre una visuale in soggettiva, ma si avvale anche di una "interfaccia di gioco", detta heads-up display oppure HUD (come in altri generi videoludici), allo scopo di fornire informazioni al giocatore, oltre che a mostrare solitamente in basso l'arma utilizzata. La struttura dell'HUD è questione di art design, e può variare di gioco in gioco, tuttavia generalmente tende a mostrare il numero di punti ferita, il contatore di munizioni per l'arma utilizzata, ed un mirino al centro dello schermo in modo da rendere chiaro al giocatore il punto colpito con l'arma.

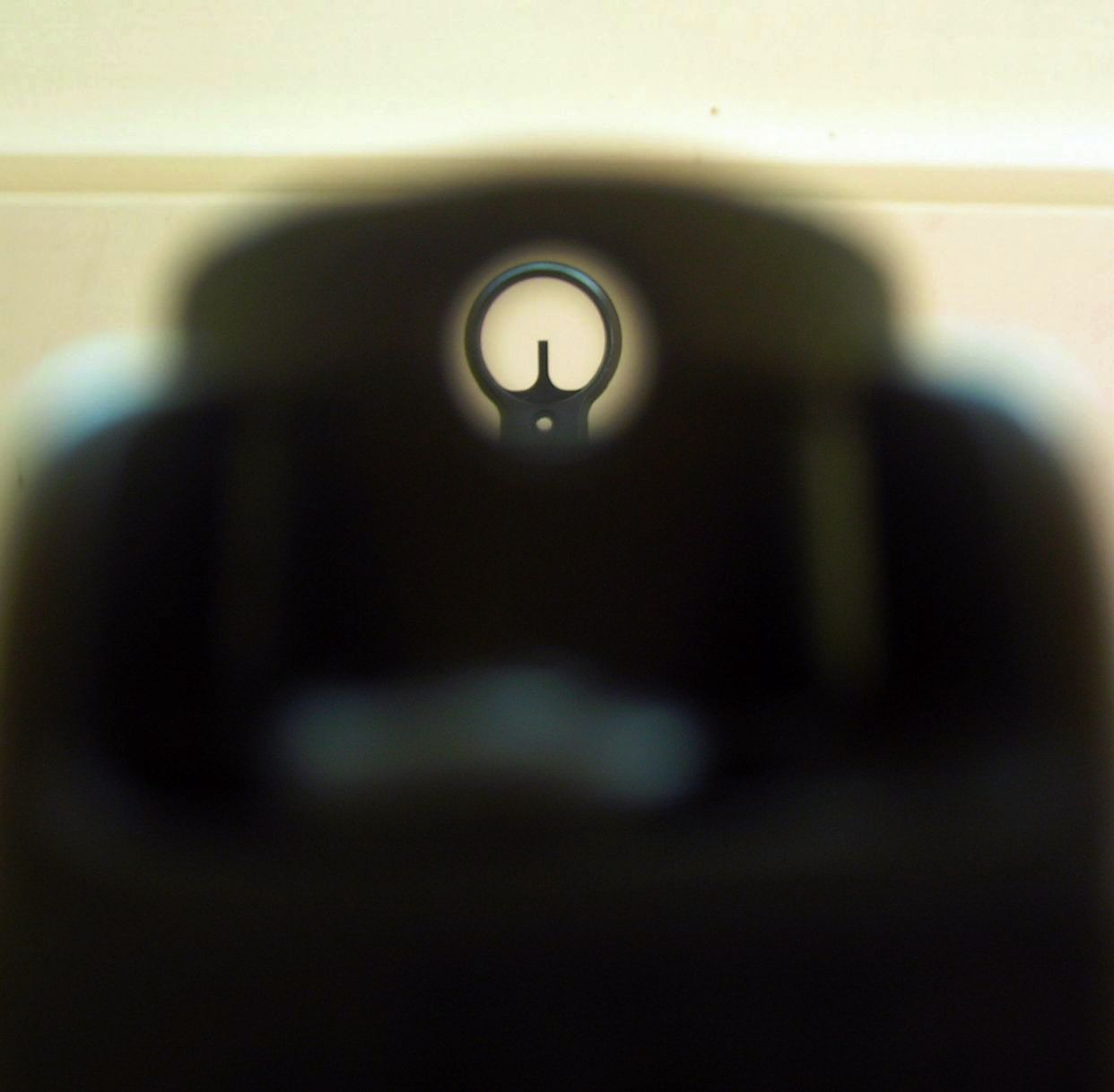
Esempio di aim down sight

Nella lunga storia degli FPS, il game design si è evoluto o è cambiato, oppure si è differenziato: generalmente, per esempio, buona parte degli sparatutto fino a prima degli anni 2010, erano soliti tenere in considerazione anche l'utilizzo di una armatura, che permetteva al giocatore di assorbire una maggiore quantità di danni e di limitare il calo di punti ferita; allo stesso modo a partire da metà anni 2000 sempre più FPS hanno preso la tendenza ad abbandonare la numerazione in punti ferita della salute (che richiedeva l'utilizzo di kit di pronto soccorso per ripristinarli), favoreggiando un sistema più dinamico che se rileva troppi danni subiti dal giocatore, lo sprona a portarsi dietro un riparo per poi attendere pochi secondi in modo che la salute si rigeneri automaticamente, pena la morte del personaggio giocante.
Un altro modo in cui gli FPS sono cambiati nel corso del tempo, risiede per esempio nella modalità di mira adottata: fino a metà anni 2000 infatti, la maggior parte degli sparatutto utilizzavano un sistema di mira con punto a schermo, per consentire al giocatore di capire dove l'arma fosse puntata, lasciando la visuale con l'arma in mano al personaggio – salvo l'utilizzo di fucile di precisione o mirino telescopico; in controtendenza a questo sempre più FPS hanno iniziato ad adottare un metodo, che può essere usato in modo parallelo a quello più classico, denominato aim down sight, e che permette di utilizzare gli organi di mira montati direttamente sull'arma, servendosi della spalla e portando gli occhi del personaggio giocante a vedere direttamente nell'obiettivo, rendendo questa meccanica più realistica che in passato.

## Storia

### Anni 1970-80: i precursori

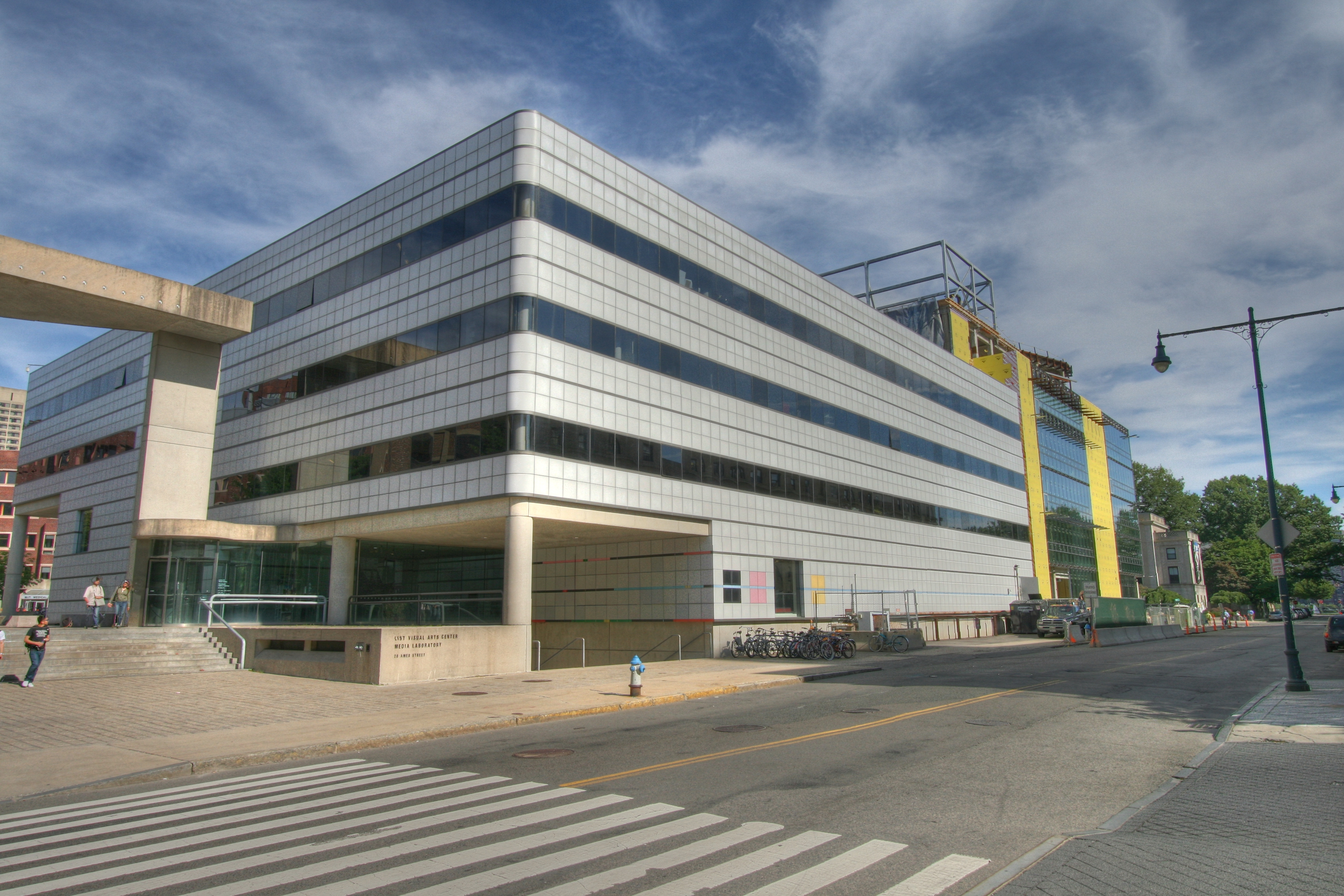
Massachusetts Institute of Technology (sezione MEDIA LAB); qui, negli anni 1970, i precursori degli FPS venivano sviluppati e giocati con l'Università di Stanford tramite ARPANET

Tra i primi precursori degli sparatutto in prima persona, che comunque non rientrano completamente nel genere stesso, si possono citare Maze War e Spasim, due videogiochi realizzati intorno alla metà degli anni 1970; tuttavia entrambi non arrivarono mai al grande pubblico, restando invece confinati nei mainframe delle università o dello United States Army. Maze veniva giocato utilizzando la rete ARPANET, tra il Massachusetts Institute of Technology e l'Università di Stanford (coprendo un'area di oltre 4000 km), utilizzando dei computer PDP-10; il gioco divenne piuttosto popolare tra i programmatori, ma venne poi vietato poiché l'elaborazione dati di Maze causava dei crash di sistema.
L'altro videogioco, Spasim, era simile a Maze, ma poteva ospitare partite fino anche ad un massimo di 32 giocatori contemporaneamente. Durante gli anni 1980, videogiochi sempre più simili ad un FPS iniziarono lentamente ad emergere dall'ambito degli studi universitari, per arrivare al grande pubblico: dapprima, nel 1980, il videogioco di simulazione di carri armati in grafica vettoriale, Battlezone; poi The Colony, uscito nel 1988 su Macintosh 128K, che,  nonostante la sua fama di gioco mal concepito, ebbe comunque un ruolo importante nell'avanzamento della computer grafica.

### Sorge un nuovo genere: da Wolfenstein 3D a Doom II (1991-1994)
La svolta, però, che il genere stava aspettando per stabilire se stesso e le sue future incarnazioni, arrivò solo negli anni 1990, partorita dalle menti di John Carmack, John Romero e Tom Hall, che nel 1991 avevano fondato la id Software. Durante questo stesso anno id realizzò due videogiochi per MS-DOS, non propriamente sparatutto in prima persona ma che ormai avevano tratti quasi caratteristici del genere, ovvero Hovertank 3D e Catacomb 3-D che furono comunque di importanza cruciale per la creazione di quello che viene considerato tutt'oggi il primo vero sparatutto in prima persona: Wolfenstein 3D, pubblicato nel 1992.

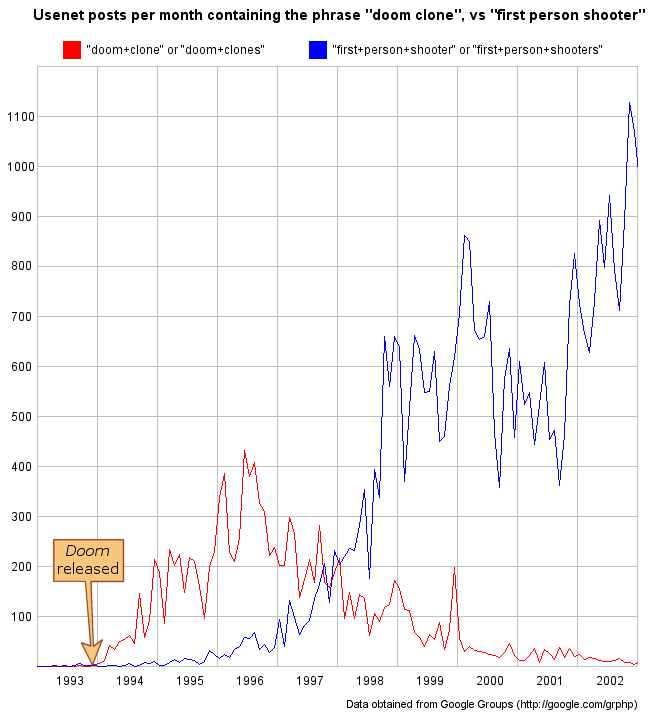
Il soprannome Doom clones, dato a tutti gli sparatutto in prima persona successivi a Doom, è rimasto in uso dal 1993 fino al 2002

Concepito dal genio di John Carmack, il Wolfenstein 3D engine garantiva un'esecuzione dello sparatutto veloce anche su sistemi poco performanti, con una curva di apprendimento piuttosto rapida, che ne consentirono un successo elevato. Oltre a questo, al suo buon risultato, contribuirono l'ambientazione durante la seconda guerra mondiale, l'alto tasso di violenza, la possibilità di sconfiggere un Adolf Hitler cibernetico e la distribuzione del gioco tramite shareware. Sebbene Wolfenstein 3D avesse stabilito gli FPS come un genere a sé stante, non sarebbe spettato però a quest'ultimo l'onere di consacrare il nuovo tipo di videogioco emerso. I ragazzi di id Software ben presto iniziarono a lavorare su un nuovo sparatutto, aiutati anche dall'autore di giochi Sandy Petersen e concepirono nel giro di un solo anno Doom. Pubblicato anch'esso tramite shareware, Doom fu in grado di riscrivere per sempre la storia del suo genere: sorretto dal Doom Engine, il nuovo sparatutto in prima persona id fu uno dei maggiori successi della storia dei videogiochi, con oltre 10 milioni di videogiocatori raggiunti in pochi mesi; tanto alta fu la sua diffusione, e la sua capacità di stabilirsi come punto di riferimento, che per diversi anni tutti gli altri FPS realizzati sarebbero stati chiamati "Doom clones" (cloni di Doom). Il gioco portò per la prima volta il genere degli sparatutto in prima persona anche all'attenzione dell'opinione pubblica, venendo additato spesso da gruppi politici conservatori come un gioco controverso e violento.
Nulla impedì però ad id Software di imporsi, insieme al suo Doom, come punto centrale di un nuovo genere ormai sulla cresta dell'onda e, nel 1994, pubblicarono un nuovo capitolo del gioco – Doom II: Hell on Earth. Con alcune aggiunte alla formula che aveva consacrato il capitolo precedente, anche Doom II non ebbe molto da attendere prima di diventare un grande successo, mentre nel frattempo sempre più appassionati si dedicavano alle attività di modding e speedrun, rimanendo sempre più coinvolti nella vita del gioco stesso.

### Sperimentazioni ed evoluzione del genere, nascita dell'e-sport
Il successo di questo nuovo genere videoludico non avrebbe potuto appartenere ad id Software soltanto. A partire dalla seconda metà degli anni 1990, sempre più software house, emergenti e non, iniziarono ad esplorare la struttura di Doom, dell'FPS stesso, cercando di emularla, rielaborarla se non addirittura perfezionarla. Alcuni di questi nuovi FPS, come Heretic ed Hexen di Raven Software, basati su tematiche fantasy, sfruttavano il Doom Engine stesso data la sua velocità di elaborazione dati, la sua versatilità e semplicità; altri come Marathon di Bungie Studios, invece, sfruttarono gli stessi principi ma proposero comunque tecnologia e gameplay diversificati. Tra questi, però, lo sparatutto in prima persona che riuscì effettivamente ad aggiungere nuovi elementi di gioco fu Duke Nukem 3D di 3D Realms, pubblicato nel 1996. Sorretto da un efficace motore grafico, il Build Engine sviluppato da Ken Silverman, in Duke Nukem 3D erano presenti novità come l'uso di jet pack, una elevata interattività ambientale, e un protagonista (Duke Nukem) dotato di personalità ben definita.
I principali sparatutto di quella epoca, Duke Nukem 3D compreso, possedevano motori grafici basati su mappe bidimensionali che poi venivano trasformate per dare l'illusione di ottenere un ambiente tridimensionale. Anche grazie alla maturità raggiunta dalle nuove schede grafiche, in particolare la 3dfx Voodoo 1, simbolo di quel tempo, John Carmack concepì il Quake engine, motore grafico del nuovo sparatutto id Software, ovvero Quake. Per le caratteristiche del suo gameplay, evoluto da quello di Doom, sancì la popolarità degli sport elettronici (e-sports), ovvero LAN party multigiocatore dove i videogiocatori potevano sfidarsi ed affinare le proprie abilità in deathmatch, trionfando sugli altri avversari.

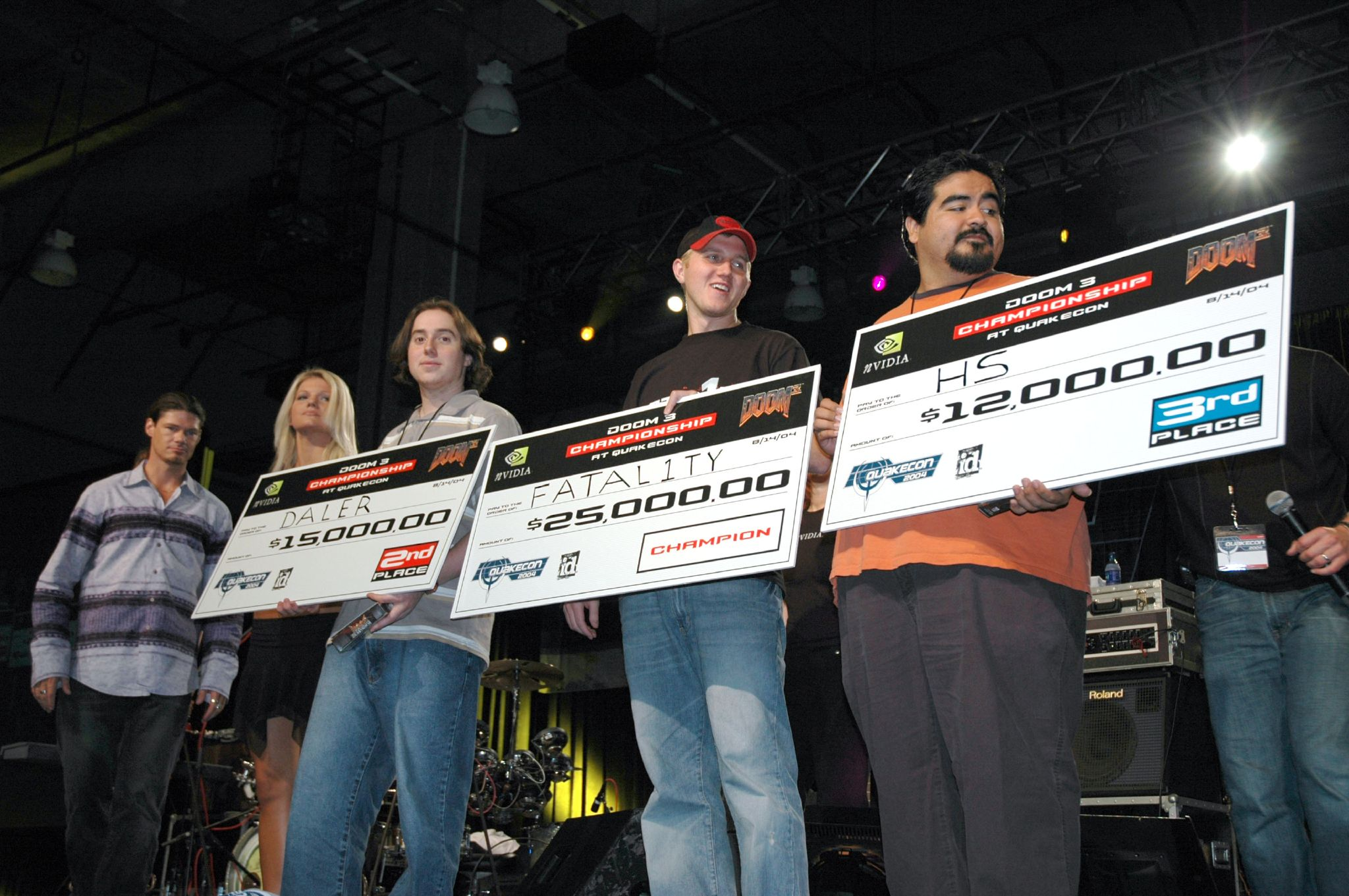
Vincitori del QuakeCon 2004, un LAN party annuale lanciato da id Software con il videogioco Quake

Con una idea tecnologica ormai tutta nuova di concepire i videogiochi, in molti furono costretti a seguire l'esempio di Quake, dovendosi adattare, pena il restare indietro a livello tecnico. Mentre id Software pubblicava, nel 1997, Quake II, un secondo capitolo che cercava di incentrarsi maggiormente sulla trama oltre che sul gameplay e migliorato grazie al motore id Tech 2, lo studio Epic Games si sarebbe fatto avanti nel tempo per divenire uno dei principali concorrenti della software house di Carmack, pubblicando nel 1998 Unreal, che si sarebbe rivelato un ottimo successo e che avrebbe stabilito l'egemonia del motore grafico Unreal Engine.
Alla fine del 1998 uscì Half-Life, ulteriore passo avanti nell'evoluzione del genere.  Concepito da Valve Corporation, sotto la guida di Gabe Newell, possedeva una struttura degli ambienti non più atipica ma attuale e realistica, una trama complessa, armi dotate di una retroazione dei colpi efficace e un utilizzo di alcune di queste, come il missile a guida infrarossa, inedite rispetto ai concorrenti. Il gioco venne acclamato da pubblico e critica, vendendo nel giro di un decennio oltre 9 milioni di copie.
Nel frattempo id Software e Epic Games avrebbero continuato a sfidarsi quasi esclusivamente con il multigiocatore, realizzando rispettivamente Quake III Arena e Unreal Tournament nel 1999. Entrambi i due titoli catalizzarono il sottogenere detto FPS Arena, e resero popolari tecniche come il rocket jump o il bunny hopping. Uno dei primi giochi a subire influenze da Half-Life fu System Shock 2, concepito da Irrational Games e Looking Glass Studios; questo titolo riusciva nel fondere efficacemente lo sparatutto con il genere action RPG, ispirandosi a tematiche survival horror e cyberpunk, che ne garantivano una notevole atmosfera e difficoltà. Nonostante le vendite non furono particolarmente elevate, System Shock 2 ha comunque generato un gran numero di appassionati ed è riconosciuto tra gli FPS più avanzati e acclamati della storia dei videogiochi.
Sebbene il genere fosse nato, cresciuto ed evoluto su personal computer, alcune sperimentazioni non mancarono anche su console: per Nintendo 64, Rare realizzò GoldenEye 007, importante soprattutto per la sua componente multigiocatore offline a 4 partecipanti; dall'altra parte PlayStation poté contare su Medal of Honor, sparatutto ambientato durante la seconda guerra mondiale scritto da Steven Spielberg.

### Anni 2000: la rivoluzione di Half-Life 2
All'inizio degli anni 2000, nuovi protagonisti avrebbero esteso il sempre più ampio parco titoli degli sparatutto in prima persona. Il mese di giugno vide la pubblicazione di un altro ibrido fps/rpg, realizzato negli studi di Ion Storm sotto la guida del game director Warren Spector, ovvero Deus Ex. Sostenuto dall'Unreal Engine, e dotato di una ambientazione a tema cyberpunk, riuscì a fondere al gameplay anche elementi stealth. Nello stesso anno si inserì, nel mondo del multigiocatore, un nuovo rivale per Quake ed Unreal Tournament: nato originariamente come una mod di Half-Life, Counter-Strike guadagnò a poco a poco sempre più successo, proponendo una visione più centralizzata sulla collaborazione di squadra piuttosto che sull'individualismo, riuscendo a crescere in popolarità tanto che venne acquistato da Valve e commercializzato da quest'ultima.
In questo periodo vennero pubblicati alcuni titoli particolarmente importanti su console. Tra gli altri Perfect Dark, altro FPS concepito dalla Rare, Metroid Prime per Gamecube e Halo: Combat Evolved per Xbox, "killer application" per la console Microsoft programmato da Bungie Studios. Halo diventerà capostipite di una delle serie più fortunate del suo tempo, rimanendo iconico, assieme al protagonista Master Chief, ed impresso nell'immaginario collettivo di molti appassionati, sia per la modalità giocatore singolo che per la strutturata modalità multigiocatore.

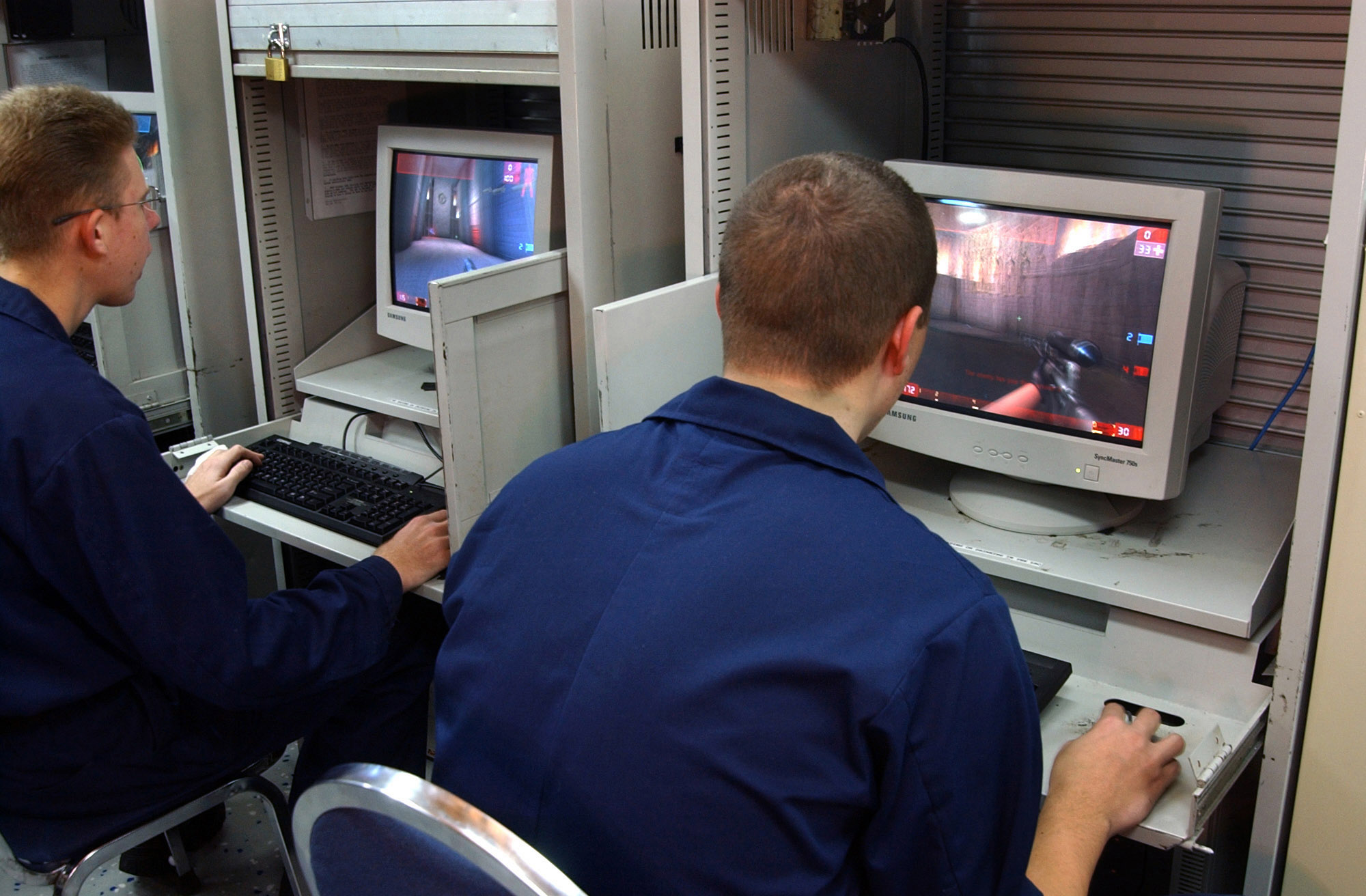
Membri della United States Navy mentre giocano ad Unreal Tournament durante una pausa — 2 novembre 2002

Importante ritorno dell'inizio del decennio fu anche quello di Wolfenstein, con Return to Castle Wolfenstein, che riconobbe un certo successo soprattutto grazie alla modalità multigiocatore denominata Wolfenstein: Enemy Territory. Gli anni successivi furono molto importanti proprio per questa modalità di gioco, con la pubblicazione del primo capitolo della serie Battlefield, ovvero Battlefield 1942, creato dagli svedesi DICE, mentre Epic Games realizzerà Unreal Tournament 2003 e Unreal Tournament 2004 basati sul sempre più utilizzato motore grafico Unreal Engine versione 2.  A suo modo anche l'id Tech 3, di id Software, trovò applicazioni sull'FPS Star Trek: Elite Force II, ma soprattutto sul nuovo titolo ambientato durante la seconda guerra mondiale, e che diventerà poi protagonista negli anni successivi, Call of Duty, pubblicato nel 2003.
Nel 2004, allontanandosi dal centralità del multigiocatore, id Software decise di creare un nuovo capitolo di Doom, e il punto di riferimento in questo caso sarebbe stato proprio il primo Half-Life. Con questo cambio di formula, Doom 3, sorretto dall'allora nuovo ed avanzato id Tech 4, si presentò come un fps a tema survival horror, che abbandonava la frenesia dei predecessori, per concentrarsi su un ritmo più pacato e ragionato, con una trama intensa e approfondita; fu destinato a far discutere molto i fan della serie, tra chi seppe apprezzarlo e chi lo criticò aspramente, sebbene venne accolto da ottime vendite e un buon responso. Importante protagonista di quell'anno fu anche Halo 2, che riaffermò il successo del suo predecessore, riuscendo ad incassare oltre 100 milioni di dollari in un giorno; mentre sulla scena fece anche il suo ingresso la tedesca Crytek, con Far Cry, gioco dotato di un notevole motore grafico, il CryEngine, realizzato dalla stessa software house.
Alla fine del 2004, dopo sei anni di gestazione, dagli studi di Valve Corporation venne pubblicato Half-Life 2. Basandosi su quello che ormai, proprio grazie al primo Half-Life, gli FPS erano diventati e stavano diventando, Half-Life 2 venne progettato con un utilizzo avanzato della fisica di gioco (grazie alla quale fu possibile aggiungere anche elementi puzzle), una curata intelligenza artificiale e un uso di spazi molto aperti in cui i giocatori potevano effettivamente utilizzare l'ambiente come arma e muoversi liberamente. Tutto questo, unito alla trama, ai personaggi e al motore grafico Source Engine, fecero in modo che Half-Life 2 si trasformasse in un vero e proprio fenomeno di Internet e della cultura digitale, tanto che gli appassionati mitizzarono nel tempo la figura del carismatico e silente protagonista, Gordon Freeman e quella del suo ideatore, Gabe Newell. Il gioco vendette oltre 6 milioni e mezzo di copie in 4 anni.
Altri titoli di un certo successo furono F.E.A.R., di Monolith Productions, apprezzato per la sua componente d'atmosfera survival horror, e la simulazione di squadra poliziesca realizzata dagli Irrational Games, SWAT 4. Gli svedesi DICE concepirono il rinomato Battlefield 2, tra gli FPS multigiocatore simulativi più riusciti e giocati del suo tempo. A seguire venne pubblicato anche l'originale sparatutto fantascientifico Prey, basato su un particolare uso della gravità, e funzionante grazie all'id Tech 4.

### 2007 - presente: stagnazione del genere contrapposta a nuove sperimentazioni
Il 2007 si aprì con la pubblicazione dello sparatutto fantascientifico Crysis, realizzato da Crytek e sorretto da un motore grafico particolarmente avanzato, il CryEngine, tanto da essere utilizzato a lungo come benchmark per schede video. Crysis ottenne ottimo successo di critica e pubblico, che ne apprezzò il gameplay impostato su un ampio utilizzo di spazi aperti, della fisica, e di una tuta militare che consentiva di far divenire il giocatore stesso un'arma, grazie a capacità come superforza, supervelocità ed un dispositivo di occultamento.
Un altro protagonista importante di quell'anno fu BioShock, realizzato da Ken Levine e gli Irrational Games. Seguito spirituale di System Shock 2, BioShock  riuscì nel compito di conciliare atmosfera, grafica e trama con uno stile di gioco da FPS puro fuso con meccaniche da action RPG, rivelandosi tra i giochi più acclamati del suo periodo e degli anni a seguire. Discorso analogo può essere fatto con Portal: originariamente contenuto nella raccolta The Orange Box, sviluppato da Valve come un esperimento per fondere gli FPS con il genere dei rompicapo, Portal si rivelò una sorpresa che raccolse molti consensi e un gran numero di appassionati, grazie al particolare gameplay che ruota intorno all'utilizzo di una pistola denominata portal gun, che consente di risolvere enigmi creando portali di trasferimento e giochi di fisica grazie alla legge di conservazione della quantità di moto. Inizialmente uscito anche esso nella Orange Box, Team Fortress 2 segnò un altro importante passo nel multigiocatore a squadre introdotto da Valve, e con un successo notevole.
Il gioco più importante di quell'anno fu Call of Duty 4: Modern Warfare: retto da una solida modalità giocatore singolo, Modern Warfare fu però rivoluzionario nel multigiocatore, portando elementi action RPG, progressione a livelli e classi di combattimento nel gameplay. Questi elementi garantirono al gioco un enorme successo commerciale, che arrivò a vendere 7 milioni di copie in pochi mesi. Il suo modello multigiocatore fu di tale impatto da influenzare anche quello di altri titoli a venire. Con questo capitolo di  Call of Duty si sarebbe aperta una parentesi nel mercato videoludico e nelle discussioni di appassionati. Molti criticarono Activision di aver eccessivamente lucrato sulla serie, sfruttandone il successo, e di produrre un capitolo del gioco all'anno, semplicemente modificandone il nome, senza apportare cambiamenti significativi nella tecnologia e nel gameplay. Altre critiche arrivarono dagli esperti di settore che accusarono i produttori di aver eccessivamente semplificato la propria formula, e di non premiare le reali abilità dei videogiocatori; a questo aggiungendo il fatto di aver monopolizzato il mercato FPS e indirettamente "corrotto" il gameplay degli FPS classici, per necessità di successo commerciale. Di capitolo in capitolo, continui cali di vendite e un basso responso critico sembrano aver effettivamente messo in crisi un decennio di certezze raccolte dalla serie.
Il 2008 vide il ritorno di Far Cry, con Far Cry 2, gioco ambientato in Africa e che fece dell'interattività ambientale, grafica e longevità i suoi punti di forza. Di più impatto fu però il seguito, Far Cry 3, che riuscì ad imprimersi nell'immaginario collettivo di quel tempo grazie non solo al vasto e profondo gameplay, ma anche per la forte trama e per l'antagonista.
Valve Corporation pubblicò un ulteriore FPS multigiocatore di grande successo, Left 4 Dead, ambientato durante una apocalisse zombie ed orientato alla cooperazione per la sopravvivenza. Un altro debutto di successo sarebbe spettato a Borderlands, FPS orientato alla cooperazione multigiocatore ma con elementi fortemente action RPG, e dotato della sua particolare animazione cel-shaded. I DICE realizzarono l'atipico Mirror's Edge, videogioco in prima persona con un gameplay basato prettamente sulla trama, il parkour e il combattimento corpo a corpo, dove l'utilizzo delle armi era opzionale e spesso non incentivato. La stessa software house realizzò anche altri capitoli della serie Battlefield, come Battlefield 1 ambientato durante la prima guerra mondiale, dimostrandosi un successo inaspettato.. 
Realizzato da alcuni ex-membri di Infinity Ward, un particolare FPS multigiocatore degli anni 2010 si dimostrò Titanfall, che univa ad una elevata interazione ambientale, l'utilizzo di mecha da combattimento. Titanfall 2, si sarebbe dimostrato un seguito a suo modo unico, grazie all'aggiunta di una trama ben congegnata e ad un miglioramento delle meccaniche, rendendolo uno degli FPS più eterogenei dei suoi anni.
Non sono mancati neppure FPS con elementi più classici come Hard Reset, sparatutto a tematica cyberpunk, e il remake di Shadow Warrior nel 2013. Il ritorno di vecchie saghe si è catalizzato anche nell'uscita di Deus Ex: Human Revolution, FPS che ha raccolto l'eredita dei lavori di Warren Spector, proponendo un gameplay orientato allo stealth e agli action RPG, dimostrando la formula ancora efficace e di buon risultato. Anche Wolfenstein ha potuto mostrarsi in una sua nuova incarnazione con Wolfenstein: The New Order, FPS con una trama ispirata a quella del romanzo La svastica sul sole, e dotato di un gameplay che lascia spazio a meccaniche classiche oltre che moderne. Un altro importante ritorno è stato quello di Doom: riprendendo il suo nome originale infatti, il gioco si è allontanato dalle atmosfere lente e survival horror di Doom 3 per riproporre la visione più frenetica dei primi due capitoli degli anni 1990, riuscendo nel classificarsi un successo di pubblico e critica, oltre che di vendite, con oltre un milione di copie vendute in pochi mesi.